# Andrej Kubatin
Andrej Viktorovič Kubatin, rusky Андрей Викторович Кубатин, (9. březen 1984, Taškentská oblast – 29. říjen 2020) byl uzbecký archeolog, turkolog a historik.
V profesní činnosti byl Andrej Kubatin odborníkem na dějiny a kulturu turkického světa.
Vzhledem ke své politické angažovanosti byl v březnu 2017 v Uzbekistánu neoprávněně zatčen při policejním zátahu. Koncem září 2019 soud v Taškentu vědce zprostil viny a nařídil jeho propuštění poté, co desítky akademiků z několika zemí podepsaly petici vyzývající uzbeckého prezidenta Šavkata Mirzijojeva k propuštění Kubatina. Rok po propuštění z vězení Andrej Kubatin zemřel na následky onemocnění COVID-19.

## Život
Andrej Viktorovič Kubatin se narodil 9. března 1984 v Taškentu v muslimské rodině. Andrej Kubatin po maturitě, kterou absolvoval s vyznamenáním, nastoupil na Státní národní univerzitu, obor historie. Ještě jako student se začal zabývat turkickou lingvistikou, od starobylého turkického runového písma až po všechny moderní turkické jazyky.

### Vědecká kariéra
V roce 2005, po absolvování historické fakulty, nastoupil Andrej Kubatin na magisterské studium na téže univerzitě, kde vystudoval archeologii se zaměřením na numismatiku, kde působili vědci jako profesor Kamoliddin Šamsiddin Sirozhiddin Ugli, Gaibulla Babayarov, Vladimir Vladimirovič Tišin, Jurij Fjodorovič Burjakov a další.
Andrej Kubatin ovládal několik desítek zejména turkických jazyků, kterými mluvil plynně. (Už ve třech letech mluvil plynně rodnou ruštinou a kazaštinou, perfektně četl a psal – to souvisí s jeho mnohonárodnostním rodinném prostředí: jeho babička Maria Kubatina byla kubáňská kozačka, která se provdala za etnického Kazacha z Urta-Čirčické oblasti Taškentské oblasti – Ergaše Džarkumbetova a dědeček z druhé strany Surož Muchtarov byl Ázerbájdžánec). Jako polyglot si své znalosti doplnil studiem staré perštiny, arabštiny, perštiny a staré uzbečtiny.
Je autorem a spoluautorem 4 monografií, více než 80 článků a abstraktů pro vědecké konference.

### Politická perzekuce
Po nástupu uzbeckého prezidenta Šavkata Mirzijojeva k moci pokračoval boj proti lidem, kteří prostřednictvím historie poukazovali na podstatu uzbecké národní identity, a Andrej Kubatin byl jako vědec právě jedním z těch, na které represe dopadly.
Andrej Kubatin, vedoucí lektor Taškentského státního institutu orientálních studií, byl v prosinci 2017 odsouzen k jedenácti letům odnětí svobody (o rok později byl trest snížen na pět let) podle článku 157 část 1 (Vlastizrada vůči státu) trestního zákoníku Republiky Uzbekistán.
Konkrétní obvinění vznesené proti Kubatinovi spočívalo v tom, že podloudně předal tajné materiály Turecké agentuře pro spolupráci a koordinaci, ankarské agentuře pro zahraniční pomoc. Podle vyšetřovatelů mohly být dotyčné materiály použity k podněcování protitureckých nálad a k poskytování důvěrných informací o geologických zásobách Uzbekistánu. Kubatinovi obhájci takové obvinění odmítli jako absurdní s tím, že dotyčné materiály byly volně dostupné veřejnosti.
Akademická a vědecká obec zaslala protestní dopis adresovaném uzbeckému prezidentovi Šavkatu M. Mirziojevovi, který podepsalo přibližně 150 uzbeckých a mezinárodních vědců. Uzbecká akademie věd se do případu nechtěla zapojit, zjevně z možných politických důsledků, ačkoli její vlastní polooficiální vysvětlení znělo "nedostatek informací o podrobnostech případu".
Po opakovaných výzvách mezinárodně uznávaných vědců k Mirzijojevovi a po širokém mezinárodním ohlasu 26. září 2019 taškentský regionální trestní soud rehabilitoval Andreje Kubatina a propustil ho z vězení.
Představitelé Velvyslanectví USA v Uzbekistánu označili Kubatina jako příklad pro všechny, kdo usilují o svobodu a spravedlnost.

### Předčasná smrt
Dne 29. října 2020 zemřel Andrej Kubatin na komplikace způsobené koronavirem COVID-19.
V souvislosti s jeho úmrtím se objevily pochybnosti o řádné léčbě – dva dny před jeho smrtí navštívila bratra jeho sestra Klára a našla na nočním stolku nemocného všechny léky, které příbuzní koupili a přinesli na jeho léčbu, navíc měl pouze 10% poškození plic, což je mírný stupeň závažnosti koronaviru.
Andrej Kubatin byl pohřben podle muslimských tradic na muslimském hřbitově v blízkosti babičky, otce a tety v místě svého rodiště, v okrese Urta-Čirčik, ve vesnici Karasu.

## Publikace
- КУБАТИН, А.В. Система титулов в тюркском каганате: генезис и преемственность. (Systém titulů v turkickém kaganátu: geneze a kontinuita) Taškent: YANGI NASHR, 2016. 192 s.
- KUBATIN, Andrey, et al. Древнетюркские термины в согдийских документах с горы Муг. (Staroturkické termíny v sogdijských dokumentech z hory Mugh.) Урало-алтайские исследования, 2014, 03 (14): 12-23.
- БАБАЯРОВ, Г.; КУБАТИН, А. Древнетюркские титулы в эпоху до Тюркского Каганата. (Staré turkické tituly v době předturkického kaganátu.) 2012.
- БАБАЯРОВ, Г. Б.; КУБАТИН, А. В. Монеты западно-тюркского каганата с титулом тюрк-каган. (Mince západoturkického kaganátu s titulem Turk-Kagan.) Эпиграфика Востока, 2015, 31: 189-201.